# Mehrab Kaboli
Mehrab Kaboli (en persan : مهراب کابلی) est un personnage mythique de la Perse ancienne. Père de Roudabeh, beau-père de Zal, il est le grand-père du héros mythique Rostam.

## Présentation
Roi de Kaboul, Mehrab Kaboli est donné également comme descendant de Zahhak, une sinistre figure de la mythologie persane ; ce qui explique l'opposition de beaucoup à l'union de sa fille et de Zal, son futur époux.    